# Järnkronan

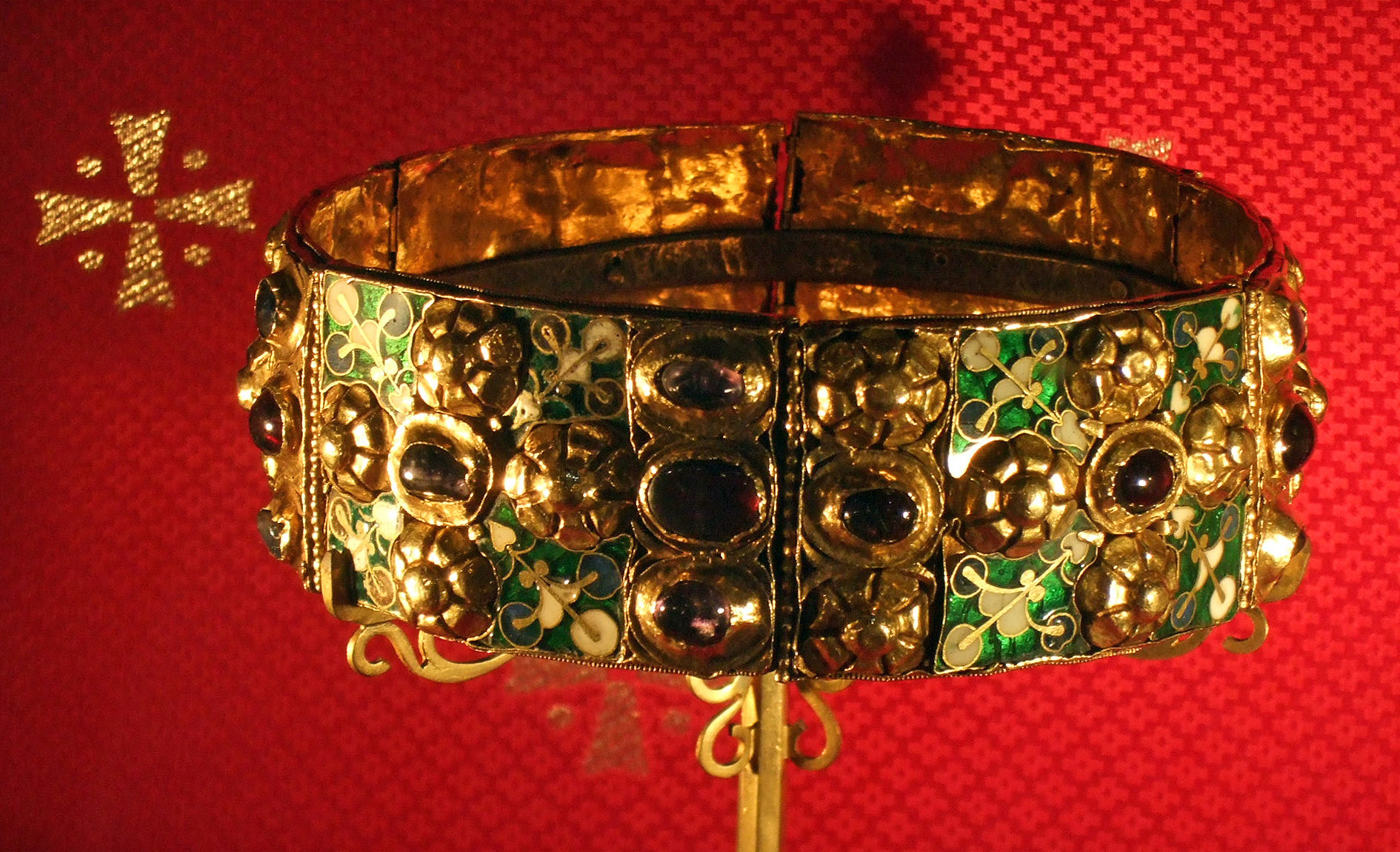
Järnkronan.

Järnkronan (italienska: Corona di ferro) är en medeltida krona, med vilken de langobardiska kungarna lät kröna sig. Kronan förvaras numera i staden Monzas katedral i närheten av Milano. Kronan är både ett relikvarium och ett av de äldsta kungliga insignierna i Europa. Den är drygt 15 centimeter i diameter och har en omkrets på omkring 56 centimeter.
Enligt den traditionella uppfattningen brukades järnkronan från slutet av 500-talet, och sedermera av Karl den store, de flesta romerska kungarna ända till Karl V samt 1805 av Napoleon I och 1838 kejsar Ferdinand I av Österrike när dessa kröntes i egenskap av regenter över Lombardiet.
Järnkronan består av en sexdelad grönemaljerad guldring utan spetsar, 8 centimeter bred och besatt med ädelstenar och gyllene blommor.  Den har fått sitt namn av den smala järnringen som finns inuti guldringen. Denna järnring skall, enligt legenden, vara smidd av en spik i Kristi kors och ha insatts i kronan av den langobardiska prinsessan Teodolinda (593). Spikarna skall ha återfunnits av Konstantin den stores mor sankta Helena, när hon enligt samma legend fann det sanna korset. Senare undersökningar har sagts påvisa att järnkronan skulle förskriva sig från 800-talet och ursprungligen ha varit en armring.
När Napoleon lät kröna sig med järnkronan instiftade han Järnkroneorden.